# برودریج
برودریج (انگلیسی: Broadridge) شرکت خدمات مالی آمریکایی است، که در سال ۲۰۰۷ توسط ای‌دی‌پی کمپانی تأسیس شد.